# Pinnotherinae
Pinnotherinae zijn een onderfamilie van krabben (Brachyura) uit de familie Pinnotheridae.

## Geslachten
De Pinnotherinae omvatten de volgende geslachten:
- Abyssotheres Manning & Galil, 2000
- Afropinnotheres Manning, 1993
- Alain Manning, 1998
- Alainotheres Manning, 1993
- Arcotheres Manning, 1993
- Austinotheres E. Campos, 2002
- Bonita E. Campos, 2009
- Buergeres Ng & Manning, 2003
- Calyptraeotheres E. Campos, 1990
- Clypeasterophilus E. Campos & Griffith, 1990
- Dissodactylus Smith, 1870
- Durckheimia De Man, 1889
- Enigmatheres E. Campos, 2009
- Epulotheres Manning, 1993
- Ernestotheres Manning, 1993
- Fabia Dana, 1851
- Gemmotheres E. Campos, 1996
- Holotheres Ng & Manning, 2003
- Holothuriophilus Nauck, 1880
- Hospitotheres Manning, 1993
- Juxtafabia E. Campos, 1993
- Limotheres Holthuis, 1975
- Nannotheres Manning & Felder, 1996
- Nepinnotheres Manning, 1993
- Opisthopus Rathbun, 1893
- Orthotheres T. Sakai, 1969
- Ostracotheres H. Milne Edwards, 1853
- Parapinnixa Holmes, 1894
- Pinnaxodes Heller, 1865
- Pinnotheres Bosc, 1802
- Raytheres E. Campos, 2004
- Sakaina Serène, 1964
- Scleroplax Rathbun, 1893
- Serenotheres Ahyong & Ng, 2005
- Sindheres Kazmi & Manning, 2003
- Tridacnatheres Ahyong & Ng, 2005
- Tumidotheres E. Campos, 1989
- Tunicotheres E. Campos, 1996
- † Viapinnixa Schweitzer & Feldmann, 2001
- Viridotheres Manning, 1996
- Visayeres Ahyong & Ng, 2007
- Waldotheres Manning, 1993
- Xanthasia White, 1846
- Zaops Rathbun, 1900